# La Cumparsita: Zatańczmy Jeszcze Raz
La Cumparsita: Zatańczmy Jeszcze Raz – album typu składanka, zawierający 14 hitów muzyki tanecznej z końca XIX i początku XX wieku (od 1861 do 1939). Wydany w trybie LP w 1984 roku nakładem Pronit (SX 2170).
Zawiera 7 znanych walców i 7 tang (pojedyncze evergreeny salonowe, nastrojowe piosenki oraz składowe operetek) w wersjach instrumentalnych, zarówno polskich kompozytorów, jak i międzynarodowych (Argentyna, Austria, Francja, Hiszpania, Niemcy, Rumunia, Rosja, Węgry, Urugwaj).
Na stronie A dominują tanga (5 tang i 2 walce), a na stronie walce (5 walców i 2 tanga). Większość utworów wykonały orkiestra pod kierownictwem Stanisława Gajdeczki i Stanisława Łódzkiego, wyjątkowo Piotra Szymanowskiego i Jerzego Gerta.
Projekt graficzny okładki przedstawia profil długowłosej kobiety autorstwa Pawła Wenerskiego.

## Lista utworów
Strona 1
1. „La Cumparsita” (muz. Gerardo Matos Rodríguez) – 2:39 (tango, Urugwaj, 1919) – Orkiestra pod dyr. S. Gajdeczki
2. „Tango Milonga” (muz. Jerzy Petersburski) – 2:24 (tango, Polska, 1929) – Orkiestra pod dyr. S. Gajdeczki
3. „François” (muz. Adam Józef Karasiński) – 3:34 (walc, Polska, 1905) Orkiestra p/k J. Gerta
4. „Granada Śpi”[1] (muz. Jerzy Gert) – 2:32 (tango, Polska, 1939) – Orkiestra pod dyr. S. Gajdeczki
5. „La Paloma” (muz. Sebastián Yradier) – 2:18 (tango, Hiszpania, 1861) – Orkiestra pod dyr. S. Gajdeczki
6. „Wiedeńska Krew(inne języki)” (muz. Johann Strauss) – 3:10 (walc, Austria, 1873) – Orkiestra p/k S. Łódzkiego
7. „Błękitne Bolero”[2] (muz. Tadeusz Kwieciński) – 2:49 (tango, Polska, 1926) – Orkiestra pod dyr. S. Gajdeczki

Strona 2
1. „Fale Dunaju(inne języki)” (muz. Ion Ivanovici) – 3:26 (walc, Rumunia, 1880) – Orkiestra p/k S. Łódzkiego
2. „Na Wzgórzach Mandżurii” (muz. Ilja Szatrow) – 3:10 (walc, Rosja, 1906) – Orkiestra Taneczna p/k P. Szymanowskiego
3. „El Choclo” (muz. Ángel Villoldo) – 2:38 (tango, Argentyna, 1905) – Orkiestra pod dyr. S. Gajdeczki
4. „Łyżwiarze” (muz. Émile Waldteufel) – 3:31 (walc, Francja, 1882) – Orkiestra p/k S. Łódzkiego
5. „Walc Skarb(inne języki)” z operetki „Baron Cygański” (muz. Johann Strauss) – 3:25 (walc, Austria, 1885) – Orkiestra p/k S. Łódzkiego
6. „Violetta(inne języki)” (muz. Othmar Klose i Rudolf Lukesch) – 3:37 (tango, Niemcy, 1936) – Orkiestra Taneczna p/k P. Szymanowskiego
7. „Walc” (c-moll) z operetki „Księżniczka Czardasza” (muz. Imre Kálmán) – 3:20 (walc, Węgry, 1915) – Orkiestra p/k S. Łódzkiego

## Zastosowanie
Wersja walca François z albumu została wykorzystana jako podkład do wstępu filmu ESD z 1986.